# Борк, Александр Христофорович
Алекса́ндр Христофо́рович Борк (1889—1966) — советский химик, профессор, первый заведующий кафедрой химии в Московском инженерно-строительном институте.

## Биография
Родился в 1889 году в Москве в семье профессора Московской консерватории Христофора Ивановича Борка.
Зная с детства немецкий язык, в конце 1920-х — начале 1930-х годов переводит научную литературу.
С 1933 года работает на кафедре физической химии в МХТИ. В 1941—1943 годах — заведующий кафедрой химии биолого-химического факультета Омского государственного педагогического института (профессор кафедры — до 1944 года).
В конце 1944 года возвращается из Омска в Москву, где в 1945 году становится основателем кафедры полимерных строительных материалов и прикладной химии
в МИСИ, которую возглавляет до конца жизни.

## Семья
Был женат дважды. В первом браке — дочь Вера Александровна Борк (1915—1994), кандидат химических наук, доцент. Одна из правнучек — Ольга Сергеевна Козэль (род. 1975), поэт, писатель, журналист.
Вторым браком был женат на своей коллеге Евгении Николаевне Виноградовой (1901—1987). Пасынок — академик РАН, океанолог Михаил Евгеньевич Виноградов.

## Публикации
- Борк А. Х. К вопросу о номенклатуре неорганических соединений. — М.: Б. и., 1928. — 15 с. (Отд. отт. из протоколов заседаний отд-ния химии. О-ва любителей естествознания, антропологии и этнографии, состоящего при 1 МГУ. — Вып. 1-й (окт.-март) 1927—28 г.)
- Борк А. X. Некоторые разъяснения к проекту резолюции VI Менделеевского съезда по вопросу о реформе русской номенклатуры неорганических соединений // Успехи химии. Т. II. 1933. Вып. 6. С. 763 и слл.
- Борк А. X. О химической номенклатуре неорганических соединений // Успехи химии. Т. VI. 1937. Вып. 4. С. 605 и слл.

## Переводы
- Бетгер В. Качественный анализ редких элементов / В. Бетгер; Пер. с нем. и ред. А. Х. Борка. — М.; Л.: Огиз — Гос. науч.-техн. изд-во, 1931. — 59 с.
- Бетгер В. Основы качественного анализа: С доп. автора для рус. изд. / В. Бетгер; Пер. с нем. А. Х. Борка; Под ред. акад. В. С. Гулевича и проф. А. В. Раковского. — 2-е изд. — М.; Л.: Огиз — Гос. науч.-техн. изд-во, 1931. — XV, 611 с.